# Leslie Charleson
Leslie Charleson (Kansas City, 22 febbraio 1945 – Los Angeles, 12 gennaio 2025) è stata un'attrice statunitense.

## Biografia

### Origini
Nacque a Kansas City il 22 febbraio 1945. L'attrice Kate Charleson era sua sorella.

### Carriera
Iniziò la carriera nel 1964 nella soap opera A Flame in the Wind, nel ruolo di Pam. Nel 1966 entrò nel cast della soap opera Così gira il mondo, nel ruolo di Alice Whipple. Nel 1968 interpretò il ruolo della figlia di un medico in un episodio della serie Selvaggio West. Dal 1967 al 1970 interpretò il ruolo di Iris Donnelly Garrison nella soap opera Love Is a Many Splendored Thing.
Nel corso della sua carriera, fu guest star in molte serie TV, tra cui Adam-12, Squadra emergenza, Ironside, Mannix, Marcus Welby, Happy Days, Cannon, Le strade di San Francisco e Agenzia Rockford; apparve inoltre nel film di fantascienza Il giorno del delfino (1973) e nel film televisivo La vendetta (1971). La svolta nella sua carriera giunse nel 1977, quando l'attrice ottenne il ruolo di Monica Quartermaine nella soap opera General Hospital, ruolo che interpretò fino al 2023. Fu il membro più longevo del cast di General Hospital.

### Morte
Leslie Charleson morì il 12 gennaio 2025. Secondo Variety, l'attrice aveva subito diverse cadute che le avevano causato problemi di mobilità ed era stata ricoverata in ospedale la settimana prima del suo decesso.

## Filmografia parziale

### Cinema
- Jim l'irresistibile detective (A Lovely Way to Die), regia di David Lowell Rich (1968) - non accreditata
- Il giorno del delfino (The Day of the Dolphin), regia di Mike Nichols (1973)

### Televisione
- Così gira il mondo - soap opera (1966)
- La vendetta (Revenge!) - film TV (1971)
- Love Is a Many Splendored Thing - soap opera, 1427 puntate (1967-1973)
- Cannon - serie TV, 3 episodi (1972-1975)
- Happy Days – serie TV, episodio 2x18 (1975)
- General Hospital - soap opera, 1086 puntate (1977-2023)
- Tre donne in pericolo (Woman on the Ledge) - film TV (1993)
- Port Charles - soap opera, 27 puntate (1997-2000)
- General Hospital: Night Shift - soap opera, 2 puntate (2008)